# Max Aron
Pour les articles homonymes, voir Aron.
Max Raymond Emile Aron, né le 30 janvier 1892 à Rambervillers et mort à 10 novembre 1974 à Strasbourg , est un médecin et biologiste français, professeur d'histologie à la Faculté de médecine de Strasbourg, considéré comme le co-découvreur de la thyréostimuline.

## Aperçu biographique
En 1912, pendant ses études de médecine, il est préparateur au laboratoire d'histologie de la faculté de médecine de Nancy. Dès l'année suivante, âgé de 21 ans, il est nommé interne des hôpitaux de Nancy. Mobilisé entre 1914 et 1919, il est décoré de la Médaille militaire et de la Croix de guerre. 
Il poursuit sa carrière à Strasbourg après la Grande Guerre en étant chargé de cours à l'Université de Strasbourg. Il accède au grade de docteur ès sciences en 1923. Il est ensuite professeur sans chaire à la Faculté de médecine en 1929, avant de prendre la succession du professeur Pol Bouin en 1945. 
Il est élu membre correspondant de l'Académie des sciences (section de zoologie) en 1963 et Commandeur de la Légion d'honneur. 
Il est le père de Robert Aron-Brunetière, Claude Aron, Jean-Paul Aron, et l'oncle d'Émile Aron.[réf. nécessaire]

## Distinctions
- Commandeur de la Légion d'honneur
- Croix de guerre 1914–1918

## Travaux
Ses travaux touchent essentiellement à la biologie de la reproduction, à l'endocrinologie et particulièrement au déterminisme sexuel, suivant les recherches de son maître et prédécesseur Pol Bouin et de Paul Ancel. Indépendamment de Leo Loeb et de manière concomitante en 1929, il met en évidence la sécrétion par le lobe antérieur de l'hypophyse d'une hormone contrôlant la thyroïde: la TSH, isolée plus tard. 
« En 1929, Aron entreprend chez diverses espèces de mammifères une étude histogénétique de l'hypophyse antérieure qui lui révèle une concomitance entre l'apparition, dans cet organe, des types cellulaires caractéristiques de son activité chez l'adulte et les signes d'activité fonctionnelle thyroïdienne. Bien adaptée à l'étude des modifications de l'activité sécrétrice et excrétrice de la thyroïde sous l'effet d'injections d'extraits hypophysaires, la méthode histophysiologique ne peut trancher sur la nature du facteur stimulant : est-il spécifique pour le tissu thyroïdien ou commun à tous les organes cibles sur lesquels l'hypophyse agit : ovaire, utérus, os ... L'isolement chimique de l'hormone est obligatoire pour affirmer la spécificité de la TSH, ce que ne peut entreprendre Aron. »Philippe Fragu.

## Éponymie
- réaction de Aron (ou test de Fontaine-Aron-Buck)[3]

## Œuvres et publications
- Contribution à l'étude histogénique du pancréas, [Thèse de médecine], Nancy, 1919.
- « L'évolution morphologique et fonctionnelle des îlots endocrines du pancréas embryonnaire », Archives d'anatomie, d'histologie & d'embryologie, t. 1., Strasbourg, 1922.
- L'origine du sang dans le foie embryonnaire chez les mammifères, Paris, O. Doin, Coll. "Archives de morphologie générale et expérimentale", 10, 1922.
- Recherches morphologiques et expérimentales sur les caractères sexuels mâles chez les urodèles, [Thèse de sciences, Université de Strasbourg, Faculté de Sciences], Liège, H. Vaillant-Carmanne et Paris, Masson, 1924.
- Vie et reproduction, notions actuelles sur les problèmes généraux de la biologie animale, Paris, Masson et cie, 1929.
- La Culture des tissus, Paris, Masson, 1930.
- Le Fonctionnement des glandes endocrines chez l'embryon et le passage des hormones maternelles à travers le placenta, Lille, Impr. de A. Taffin-Lefort, 1930.
- La Conception physico-chimique de la vie et ses limites actuelles , Paris, Masson, 1930.
- Le Procès du transformisme, Paris, Masson, 1930.
- Les Sécrétions internes devant l'évolution et l'hérédité, Paris, Masson et Cie, 1931.
- « L'hormone pré-hypophysaire excito-sécrétrice de la thyroïde. Contribution à l'étude du fonctionnement thyroïdien », Rev Fr Endocrinol, 8, 473-520.
- Physiologie et philosophie de la croissance, Paris, Masson, 1932.
- L'hormone préhypophysaire excito-sécrétrice des glandes endocrines génitales (gonado-stimuline) : contribution à l'étude histophysiologique de l’ovaire et du testicule, Strasbourg, Éditions de la librairie "Union", 1932-1933.
- « Présence dans l'urine des sujets atteints de tumeur maligne, d'un principe doué d'une action sur la corticosurrénale », Comptes rendus de l’Académie des sciences, 197, 1933, p. 1702-1704.
- Philosophie de la différenciation cellulaire, Paris, Masson, 1934.
- Technique pour la mise en évidence d'un principe spécifique dans l'urine des cancéreux, résultats statistiques, signification théorique et pratique de la réaction du cancer, Pari, Masson, 1934.
- « Présence d'un principe spécifique dans l'urine des individus atteints de cancer », La presse médicale, 42, 1934, p. 833-836.
- « Essai d'une méthode histologique de diagnostic du cancer. Essai d'interprétation », Comptes rendus de la Société de Biologie, 115, 1934, p. 403-406
- Problèmes de la vie, 1958.

En collaboration
- avec René Fontaine et Paul Buck, « Réaction sérologique diagnostic du cancer: ses résultats statistiques », Schweizerische medizinische Wochenschrift, 79, Basel, 1949, p. 227-230.
- avec Claude Aron[4], Éléments d'endocrinologie physiologique, Masson, 1950, 563 p.
- avec Pierre-Paul Grassé,  Précis de biologie animale, Masson (Paris) : viii + 1016 p. – deuxième édition revue et corrigée en 1939, troisième édition en 1947, quatrième édition en 1948, cinquième édition en 1957, septième édition en 1962, huitième édition en 1966.
- Sous la direction de Max Aron, Robert Courrier et Etienne Wolff, Entretiens sur la sexualité, [Centre culturel international de Cerisy-la-Salle, 10 juillet-17 juillet 1965], [Paris], Plon , 1969.